# یاکوزا: مثل یک اژدها
یاکوزا: مثل یک اژدها (انگلیسی: Yakuza: Like a Dragon) یک بازی ویدئویی در سبک بازی ویدئویی نقش‌آفرینی است که توسط سگا توسعه و در ۱۶ ژانویه در ژاپن برای پلت‌فرم پلی‌استیشن ۴ منتشر شده‌است. این هشتمین قسمت از مجموعه یاکوزا است. بازی به‌صورت جهانی در ۱۰ نوامبر ۲۰۲۰ و برای پلی‌استیشن ۴، مایکروسافت ویندوز، ایکس‌باکس وان، ایکس‌باکس سری ایکس و سری اس منتشر شد. قرار است نسخه پلی‌استیشن ۵ در ۲ مارس ۲۰۲۱ منتشر شود.